# Једињења хлора
Хлор се у својим хемијским једињењима најчешће јавља са оксидационим бројем -1, али може се јавити и са +1, +3, +5 и +7.

## Неорганска једињења
- хлор(I) оксид 2O
- хлор(III) оксид 2O3
- хлор(IV) оксид 2
- хлор(VI) оксид 2O6
- хлор(VII) оксид 2O7

### Киселине
- хипохлораста киселина HClO
- хлораста киселина 2
- хлорна киселина 3
- перхлорна киселина 4
- хлороводонична киселина

### Соли
- соли кисеоничних киселина
  - хипохлорити
  - хлорити
  - хлорати
  - перхлорати

### Хлориди
- хлориди метала - AgCl, AlCl3, AuCl, AuCl3, BaCl2, CaCl2, CuCl, CuCl2, FeCl2, FeCl3, Hg2Cl2, HgCl2, KCl, MgCl2, NaCl, NH4Cl, PbCl2, PbCl4, SnCl2, SnCl4, ZnCl2
- хлориди неметала - BCl3, CCl4, PCl3, PCl5, SCl4, SiCl4

### Остала једињења
- 2
- 2
- 2

## Органска једињења
- хлороамини
- хлоробензен C6H5
- хлороетан C2H5Cl (хлорид етана)